# Atractaspididae
Atractaspididae is een familie van slangen die behoort tot de superfamilie Elapoidea.

## Naam en indeling
De wetenschappelijke naam van de groep werd voor het eerst voorgesteld door Albert Günther in 1858. Er zijn 69 soorten in elf geslachten en twee onderfamilies.

## Levenswijze
De slangen jagen op kleine dieren zoals amfibieën en kleine hagedissen. Veel soorten leven op of in de bodem. Alle soorten zijn giftig, maar hun giftanden staan achter in de bek of het gif is niet werkzaam op mensen waardoor de slangen ongevaarlijk zijn. 

## Taxonomie
Onderstaand een overzicht van de onderfamilies en de geslachten, met het soortenaantal, de auteur en het verspreidingsgebied. 
| Onderfamilie Aparallactinae Bourgeois, 1968 | Onderfamilie Aparallactinae Bourgeois, 1968 | Onderfamilie Aparallactinae Bourgeois, 1968 | Onderfamilie Aparallactinae Bourgeois, 1968 |
| Naam                                        | Auteur                                      | Soorten                                     | Verspreidingsgebied |
| ------------------------------------------- | ------------------------------------------- | ------------------------------------------- | --- |
| Amblyodipsas                                | Peters, 1857                                | 9                                           | Afrika; Centraal-Afrikaanse Republiek, Angola, Namibië, Botswana, Oeganda, Kenia, Tanzania, Ivoorkust, Congo-Kinshasa, Gambia, Senegal, Guinee-Bissau, Guinea, Burkina Faso, Mali, Chad, Benin, Togo, Sierra Leone, Nigeria, Soedan, Tsjaad, Zambia, Mozambique, Zimbabwe, Malawi, Zuid-Afrika en Somalië, mogelijk in Niger |
| Aparallactus                                | Smith, 1849                                 | 11                                          | Afrika; Benin, Botswana, Centraal-Afrikaanse Republiek, Congo-Brazzaville, Congo-Kinshasa, Eritrea, Ethiopië, Gabon, Ghana, Guinea, Ivoorkust, Kameroen, Kenia, Liberia, Malawi, Mozambique, Nigeria, Oeganda, Sierra Leone, Soedan, Somalië, Swaziland, Tanzania, Togo, Zambia, Zanzibar, Zimbabwe en Zuid-Afrika |
| Brachyophis                                 | Mocquard, 1888                              | 1                                           | Afrika; Somalië |
| Chilorhinophis                              | Werner, 1907                                | 2                                           | Afrika; Congo-Kinshasa, Zambia, Zimbabwe, Tanzania, Soedan, Tanzania en Mozambique, mogelijk in Oeganda, Kenia, Rwanda en Burundi |
| Hypoptophis                                 | Boulenger, 1908                             | 1                                           | Afrika; Congo-Kinshasa, Zambia en Angola |
| Macrelaps                                   | Günther, 1860                               | 1                                           | Afrika; Zuid-Afrika |
| Poecilopholis                               | Boulenger, 1903                             | 1                                           | Afrika; Kameroen |
| Polemon                                     | Jan, 1858                                   | 14                                          | Afrika; Angola, Benin, Burkina Faso, Burundi, Centraal-Afrikaanse Republiek, Congo-Brazzaville, Congo-Kinshasa, Equatoriaal-Guinea, Gabon, Ghana, Guinea, Ivoorkust, Kameroen, Kenia, Liberia, Malawi, Mali, Nigeria, Oeganda, Rwanda, Sierra Leone, Soedan, Tanzania, Togo en Zambia |
| Xenocalamus                                 | Günther, 1868                               | 5                                           | Afrika; Namibië, Botswana, Zimbabwe, Zambia, Angola, Congo-Kinshasa, Congo-Brazzaville, Mozambique en Zuid-Afrika |
| Onderfamilie Atractaspidinae Günther, 1858  |                                             |                                             | |
| Naam                                        | Auteur                                      | Soorten                                     | Verspreidingsgebied |
| Atractaspis                                 | Smith, 1849                                 | 22                                          | Afrika, Midden-Oosten; Senegal, Gambia, Mali, Burkina Faso, Sierra Leone, Guinea, Guinee-Bissau, Ivoorkust, Ghana, Togo, Benin, Congo-Kinshasa, Oeganda, Tanzania, Mali, Centraal-Afrikaanse Republiek, Kameroen, Nigeria, Liberia, Arabisch Schiereiland, Oman, Jemen, Congo-Brazzaville, Gabon, Namibië, Angola, Zambia, Liberia, Botswana, Zuid-Afrika, Israël, Sinaï, Jordanië, Saoedi-Arabië, Libanon, Somalië, Kenia, Ethiopië, Equatoriaal-Guinea, Rwanda en Tsjaad |
| Homoroselaps                                | Jan, 1858                                   | 2                                           | Afrika; Zuid-Afrika en Swaziland |